# Volker Stein
Volker Stein (* 1966) ist ein deutscher Wirtschaftswissenschaftler.

## Leben
Stein absolvierte zunächst eine Lehre zum Bankkaufmann und studierte dann Betriebswirtschaftslehre an der Universität Mannheim (Diplom-Kaufmann 1992). Von 1998 bis 2002 war er Geschäftsführer des Instituts für Managementkompetenz (imk) in Saarbrücken. 1999 wurde er zum Dr. rer. oec. promoviert und 2006 habilitierte er sich mit einer durch Christian Scholz betreuten Arbeit an der Universität des Saarlandes in Saarbrücken.
Er ist seit 2006 Ordinarius für Betriebswirtschaftslehre, insbesondere Personalmanagement und Organisation an der Universität Siegen. 2008 gehörte er dem Gründungsvorstand der Südwestfälischen Akademie für den Mittelstand an. Er war Gastprofessor u. a. in Straßburg und Saarbrücken. Stein ist Beiratsvorsitzender der Gesellschaft für Organisation und Mitglied verschiedener Organisationen wie der Schmalenbach-Gesellschaft für Betriebswirtschaft und des Verbandes der Hochschullehrer für Betriebswirtschaft. Seit dem 1. Oktober 2019 ist er Mitglied des Rektorats der Universität Siegen als Prorektor für Ressourcen und Governance.

## Schriften (Auswahl)
- mit Dietrich von der Oelsnitz, Martin Hahmann: Der Talente-Krieg. Personalstrategie und Bildung im globalen Kampf um Hochqualifizierte. Haupt, Bern u. a. 2007, ISBN 978-3-258-07245-6.
- mit Christian Scholz, Roman Bechtel: Human capital management. Raus aus der Unverbindlichkeit! 3. Auflage, Luchterhand, Köln 2011, ISBN 978-3-472-07624-7.
- Interkulturelle Wettbewerbsstrategien. Vandenhoeck & Ruprecht (UTB), Göttingen u. a. 2013, ISBN 978-3-8252-3993-0.
- Integration in Organisationen. Revision intrasystemischer Instrumente und Entwicklung zentraler Theoreme. Hampp, München u. a. 2014, ISBN 978-3-95710-003-0.